# ミハイル・ユージニー
ミハイル・ミハイロヴィチ・ユージニー（英語: Mikhail Youzhny, ロシア語:  Михаил Михайлович Южный, 1982年6月25日 - ）は、ロシア・モスクワ出身の男子プロテニス選手。ATPランキング自己最高位はシングルス8位、ダブルス38位。これまでにATPツアーでシングルス10勝、ダブルス9勝を挙げる。身長183cm、体重73kg。右利き、バックハンド・ストロークは片手打ち。日本語メディアではユーズニーの表記も見られる。
デビスカップ2002でロシア代表チームを初優勝に導いた実績を持ち、2006年全米オープン男子シングルスと2010年全米オープン男子シングルスで準決勝に進出。

## 選手経歴
6歳からテニスを始める。13歳の時、デビスカップ1995決勝戦のアメリカ対ロシア戦が地元モスクワで開催され、ユージニーはボールボーイの仕事を務めた後、アメリカ代表選手たちと記念撮影をしたことがある。1999年全豪オープン男子ジュニア部門で準優勝し、同年にプロ入り。2000年からデビスカップロシア代表選手に選ばれ、7年連続出場を果たした。代表選手になって3年目の2002年、当時20歳のユージニーはフランスとの決勝戦で、最終第5試合のシングルスに起用された。第1試合をロシアのマラト・サフィンが取ったが、第2試合をエフゲニー・カフェルニコフが落とし、第3試合のダブルスをカフェルニコフ/サフィン組が落としたため、フランスはデビスカップ優勝まであと1勝に迫っていた。第4試合をサフィンが取って2勝2敗に追いつき、優勝の行方は最終第5試合までもつれた。ここに起用されたのが、ロシアのユージニーとフランスのポール＝アンリ・マチューであった。まだ若い20歳同士の試合は、先にマチューが6-3, 6-2と2セットを先取したが、第3セットからユージニーが挽回し、続く3セットを6-3, 7-5, 6-4で取って逆転勝利を収め、ロシアにデ杯初優勝をもたらした。この優勝を知って、ロシアのエリツィン大統領も大喜びしたという。
ユージニーは2001年全豪オープンで4大大会にデビューし、2001年・2002年・2005年と3度ウィンブルドン選手権の4回戦に進出した。2003年は全豪オープンで4回戦進出がある。2006年度の前半はツアーで早期敗退が多く、やや精彩を欠いていたが、全米オープンでノーシードから準決勝進出を果たした。4回戦で第6シードのトミー・ロブレド、準々決勝で第2シードのラファエル・ナダルを破ったユージニーは、2人続けてスペイン勢を連破して勝ち進んだ。とりわけ、ナダルを6-3, 5-7, 7-6, 6-1で破った勝利は大きなインパクトを与えたが、準決勝では地元アメリカのアンディ・ロディックに7-6, 0-6, 6-7, 3-6で敗れた。その3ヶ月後、2006年12月1日-3日にかけてデビスカップ2006決勝がモスクワのオリンピック・スタジアムで行われ、ロシアはアルゼンチンを3勝2敗で破って4年ぶり2度目のデ杯優勝を決めた。ユージニーも代表選手に選ばれたが、アルゼンチンとの決勝戦では彼の出番はなかった。
2010年全米オープンでは4年ぶりにベスト4に進出したが、準決勝で世界ランク1位のナダルに2-6, 3-6, 4-6で敗退した。
2012年のPBZザグレブ・インドアではシングルス・ダブルスとも優勝し自己初の同一大会2冠を果たした。ウィンブルドン選手権では初めてとなるベスト8に進出した。準々決勝ではロジャー・フェデラーに1-6, 2-6, 2-6で完敗した。
2013年1月1日、通算400勝達成。ロシア人男子ではエフゲニー・カフェルニコフ、ニコライ・ダビデンコ、マラト・サフィンに次ぐ4人目の記録。
2018年9月のサンクトペテルブルク・オープンを最後に現役を引退した。

### オリンピック
ユージニーはオリンピックロシア代表として、2004年アテネ五輪と2008年北京五輪、2012年ロンドン五輪の3大会に出場している。アテネ五輪では男子シングルスのベスト8に入り、準々決勝でアメリカのマーディ・フィッシュに敗れた。

## プレースタイル
パワフルなグラウンドストローカー。多彩なバックハンドスライスが持ち味で、片手バックハンドトップスピンショットを武器とする。

## ATPツアー決勝進出結果

### シングルス: 21回 (10勝11敗)
| 大会グレード                    |
| グランドスラム (0–0)            |
| ATPファイナルズ (0–0)           |
| ATPツアー・マスターズ1000 (0–0) |
| ATPツアー500 (2–5)              |
| ATPツアー250 (8–6)              |

| サーフェス別タイトル |
| ハード (6–8)         |
| クレー (3–2)         |
| 芝 (0–1)             |
| カーペット (1–0)     |

| 結果   | No. | 決勝日         | 大会                 | サーフェス        | 対戦相手                         | スコア                  |
| ------ | --- | -------------- | -------------------- | ----------------- | -------------------------------- | ----------------------- |
| 優勝   | 1.  | 2002年7月15日  | シュトゥットガルト   | クレー            | ギリェルモ・カナス               | 6-3, 3-6, 3-6, 6-4, 6-4 |
| 準優勝 | 1.  | 2002年10月28日 | サンクトペテルブルク | ハード (室内)     | セバスチャン・グロジャン         | 5-7, 4-6                |
| 準優勝 | 2.  | 2004年9月20日  | 北京                 | ハード            | マラト・サフィン                 | 6-7(4-7), 5-7           |
| 優勝   | 2.  | 2004年10月25日 | サンクトペテルブルク | カーペット (室内) | カロル・ベック                   | 6-2, 6-2                |
| 優勝   | 3.  | 2007年2月19日  | ロッテルダム         | ハード (室内)     | イワン・リュビチッチ             | 6-2, 6-4                |
| 準優勝 | 3.  | 2007年3月3日   | ドバイ               | ハード            | ロジャー・フェデラー             | 4-6, 3-6                |
| 準優勝 | 4.  | 2007年5月6日   | ミュンヘン           | クレー            | フィリップ・コールシュライバー   | 6-2, 3-6, 4-6           |
| 優勝   | 4.  | 2008年1月6日   | チェンナイ           | ハード            | ラファエル・ナダル               | 6-0, 6-1                |
| 準優勝 | 5.  | 2009年5月10日  | ミュンヘン           | クレー            | トマーシュ・ベルディハ           | 4-6, 6-4, 6-7(5-7)      |
| 準優勝 | 6.  | 2009年10月11日 | 東京                 | ハード            | ジョー＝ウィルフリード・ツォンガ | 6-3, 6-3                |
| 優勝   | 5.  | 2009年10月25日 | モスクワ             | ハード (室内)     | ヤンコ・ティプサレビッチ         | 6-7(5-7), 6-0, 6-4      |
| 準優勝 | 7.  | 2009年11月8日  | バレンシア           | ハード (室内)     | アンディ・マリー                 | 3-6, 2-6                |
| 準優勝 | 8.  | 2010年2月14日  | ロッテルダム         | ハード (室内)     | ロビン・セーデリング             | 4-6, 0-2 途中棄権       |
| 準優勝 | 9.  | 2010年2月28日  | ドバイ               | ハード            | ノバク・ジョコビッチ             | 5-7, 7-5, 3-6           |
| 優勝   | 6.  | 2010年5月9日   | ミュンヘン           | クレー            | マリン・チリッチ                 | 6-3, 4-6, 6-4           |
| 優勝   | 7.  | 2010年10月3日  | クアラルンプール     | ハード (室内)     | アンドレイ・ゴルベフ             | 6-7(2-7), 6-2, 7-6(7-3) |
| 準優勝 | 10. | 2010年10月31日 | サンクトペテルブルク | ハード (室内)     | ミハイル・ククシュキン           | 3-6, 6-7(2-7)           |
| 優勝   | 8.  | 2012年2月5日   | ザグレブ             | ハード (室内)     | ルカシュ・ラツコ                 | 6-2, 6-3                |
| 準優勝 | 11. | 2013年6月16日  | ハレ                 | 芝                | ロジャー・フェデラー             | 7-6(7-5), 3-6, 4-6      |
| 優勝   | 9.  | 2013年7月28日  | グシュタード         | クレー            | ロビン・ハーセ                   | 6-3, 6-4                |
| 優勝   | 10. | 2013年10月27日 | バレンシア           | ハード (室内)     | ダビド・フェレール               | 6-3, 7-5                |

### ダブルス: 12回 (9勝3敗)
| 結果   | No. | 決勝日         | 大会         | サーフェス        | パートナー                     | 対戦相手                                        | スコア           |
| ------ | --- | -------------- | ------------ | ----------------- | ------------------------------ | ----------------------------------------------- | ---------------- |
| 準優勝 | 1.  | 2005年1月9日   | ドーハ       | ハード            | アンドレイ・パベル             | アルベルト・コスタ ラファエル・ナダル           | 3-6, 6-4, 3-6    |
| 準優勝 | 2.  | 2005年9月18日  | 北京         | ハード            | ドミトリー・トゥルスノフ       | ジャスティン・ギメルストブ ネイサン・ヒーリー   | 6-4, 3-6, 2-6    |
| 優勝   | 1.  | 2005年10月17日 | モスクワ     | カーペット (室内) | マックス・ミルヌイ             | イーゴリ・アンドレエフ ニコライ・ダビデンコ     | 5-1, 5-1         |
| 優勝   | 2.  | 2007年1月7日   | ドーハ       | ハード            | ネナド・ジモニッチ             | マルティン・ダム リーンダー・パエス             | 6-1, 7-6(7-3)    |
| 優勝   | 3.  | 2007年5月6日   | ミュンヘン   | クレー            | フィリップ・コールシュライバー | ヤン・ハジェク ヤロスラフ・レビンスキー         | 6-1, 6-4         |
| 準優勝 | 3.  | 2008年2月24日  | ロッテルダム | ハード (室内)     | フィリップ・コールシュライバー | トマーシュ・ベルディハ ドミトリー・トゥルスノフ | 5-7, 6-3, [7-10] |
| 優勝   | 4.  | 2008年6月15日  | ハレ         | 芝                | ミーシャ・ズベレフ             | ルーカス・ドロウヒー リーンダー・パエス         | 3-6, 6-4, [10-3] |
| 優勝   | 5.  | 2008年10月5日  | 東京         | ハード            | ミーシャ・ズベレフ             | ルーカス・ドロウヒー リーンダー・パエス         | 6-3, 6-4         |
| 優勝   | 6.  | 2009年6月14日  | ロンドン     | 芝                | ウェスリー・ムーディ           | マルセロ・メロ アンドレ・サ                     | 6-4, 4-6, [10-6] |
| 優勝   | 7.  | 2010年6月13日  | ハレ         | 芝                | セルジー・スタホフスキー       | マルティン・ダム フィリップ・ポラーシェク       | 4-6, 7-5, [10-7] |
| 優勝   | 8.  | 2011年2月26日  | ドバイ       | ハード            | セルジー・スタホフスキー       | フェリシアーノ・ロペス ジェレミー・シャルディー | 4-6, 6-3, [10-3] |
| 優勝   | 9.  | 2012年2月5日   | ザグレブ     | ハード (室内)     | マルコス・バグダティス         | イワン・ドディグ マテ・パビッチ                 | 6-2, 6-2         |

## 成績

### 4大大会シングルス
略語の説明
| W | F | SF | QF | #R | RR | Q# | LQ | A | Z# | PO | G | S | B | NMS | P | NH |

W=優勝, F=準優勝, SF=ベスト4, QF=ベスト8, #R=#回戦敗退, RR=ラウンドロビン敗退, Q#=予選#回戦敗退, LQ=予選敗退, A=大会不参加, Z#=デビスカップ/BJKカップ地域ゾーン, PO=デビスカップ/BJKカッププレーオフ, G=オリンピック金メダル, S=オリンピック銀メダル, B=オリンピック銅メダル, NMS=マスターズシリーズから降格, P=開催延期, NH=開催なし.
| 大会           | 2000 | 2001 | 2002 | 2003 | 2004 | 2005 | 2006 | 2007 | 2008 | 2009 | 2010 | 2011 | 2012 | 2013 | 2014 | 2015 | 2016 | 2017 | 2018 | 通算成績 |
| -------------- | ---- | ---- | ---- | ---- | ---- | ---- | ---- | ---- | ---- | ---- | ---- | ---- | ---- | ---- | ---- | ---- | ---- | ---- | ---- | -------- |
| 全豪オープン   | A    | 3R   | 3R   | 4R   | 1R   | 2R   | 1R   | 3R   | QF   | 1R   | 3R   | 3R   | 1R   | 2R   | 2R   | 1R   | A    | 1R   | 1R   | 20–15    |
| 全仏オープン   | LQ   | 1R   | 1R   | 2R   | 3R   | 2R   | 2R   | 4R   | 3R   | 2R   | QF   | 3R   | 3R   | 4R   | 2R   | 1R   | 1R   | 1R   | 1R   | 23–18    |
| ウィンブルドン | A    | 4R   | 4R   | 2R   | 1R   | 4R   | 3R   | 4R   | 4R   | 1R   | 2R   | 4R   | QF   | 4R   | 2R   | 1R   | 2R   | 2R   | 1R   | 32–18    |
| 全米オープン   | A    | 3R   | A    | 1R   | 3R   | 3R   | SF   | 2R   | A    | 2R   | SF   | 1R   | 1R   | QF   | 1R   | 2R   | 3R   | 2R   | 1R   | 26–16    |

※: 2010年全豪の不戦敗は通算成績に含まない

### 大会最高成績
| 大会                 | 成績 | 年               |
| -------------------- | ---- | ---------------- |
| ATPファイナルズ      | Alt  | 2010             |
| インディアンウェルズ | 4R   | 2004             |
| マイアミ             | QF   | 2010             |
| モンテカルロ         | 3R   | 2001             |
| マドリード           | 3R   | 2002, 2013       |
| ローマ               | 3R   | 2007, 2014       |
| カナダ               | 3R   | 2007, 2009, 2015 |
| シンシナティ         | QF   | 2005             |
| 上海                 | QF   | 2014             |
| パリ                 | QF   | 2004, 2007       |
| ハンブルク           | QF   | 2004             |
| オリンピック         | QF   | 2004             |
| デビスカップ         | W    | 2002, 2006       |